# Juha Seppälä
Juha Seppälä (né le 9 janvier 1956 à Karvia) est un écrivain finlandais.

## Œuvres
- (fi) Torni : novelleja, Porvoo, Helsinki, Juva, WSOY, 1986, 152 p. (ISBN 951-0-13435-X)
- (fi) Taivaanranta : proosaa, Porvoo, Helsinki, Juva, WSOY, 1987, 162 p. (ISBN 951-0-14079-1)
- (fi) Silta, Porvoo, Helsinki, Juva, WSOY, 1988 (ISBN 951-0-15180-7)
- (fi) Riikinkukon sulka, Porvoo, Helsinki, Juva, WSOY, 1989 (ISBN 951-0-15804-6)
- (fi) Hyppynaru, Porvoo, Helsinki, Juva, WSOY, 1990 (ISBN 951-0-16427-5)
- (fi) Super Market, Porvoo, Helsinki, Juva, WSOY, 1991 (ISBN 951-0-17432-7)
- (fi) Luru, Porvoo, Helsinki, Juva, WSOY, 1992, 117 p. (ISBN 951-0-18398-9)
- (fi) Lähtösavut, Porvoo, Helsinki, Juva, WSOY, 1993 (ISBN 951-0-18925-1)
- (fi) Sydänmaa, Porvoo, Helsinki, Juva, WSOY, 1994 (ISBN 951-0-19640-1)
- (fi) Tunnetteko tyypin? Tapauksia, oikkuja, sattumuksia, Porvoo, Helsinki, Juva, WSOY, 1995 (ISBN 951-0-20488-9)
- (fi) Jumala oli mies. Romaani rakkaudesta, Porvoo, Helsinki, Juva, WSOY, 1996, 134 p. (ISBN 951-0-21387-X)
- (fi) Suomen historia, Porvoo, Helsinki, Juva, WSOY, 1998 (ISBN 951-0-22684-X)
- (fi) Kuun nousu ja lasku, Porvoo, Helsinki, Juva, WSOY, 1999 (ISBN 951-0-23674-8)
- (fi) Suuret kertomukset, Helsinki, WSOY, 2000 (ISBN 951-0-24926-2)
- (fi) Oikku ja vapaus, Helsinki, WSOY, 2001 (ISBN 951-0-26118-1)
- (fi) Yhtiökumppanit, Helsinki, WSOY, 2002 (ISBN 951-0-27276-0)
- (fi) Routavuosi, Helsinki, WSOY, 2004 (ISBN 951-0-28871-3)
- (fi) Mitä sähkö on? : novelleja, Helsinki, WSOY, 2004, 202 p. (ISBN 951-0-29392-X)
- (fi) Ei kenenkään maa, Helsinki, WSOY, 2006 (ISBN 951-0-32165-6)
- (fi) Paholaisen haarukka, Helsinki, WSOY, 2008 (ISBN 978-951-0-34534-4)
- (fi) Takla Makan. Kaksi kertomusta, Helsinki, WSOY, 2010 (ISBN 978-951-0-36322-5)
- (fi) Mr. Smith, Helsinki, WSOY, 2012 (ISBN 978-951-0-39003-0)
- (fi) Matka aurinkoon, Helsinki, WSOY, 2014 (ISBN 978-951-0-40480-5)

## Prix et récompenses
- 1988, Prix Kalevi Jäntti
- 2000, Prix de la littérature de l'état finlandais
- 2001, Prix Runeberg
- 2009, Prix de la pièce radiophonique pour les aveugles